# 斯特拉斯克萊德大學

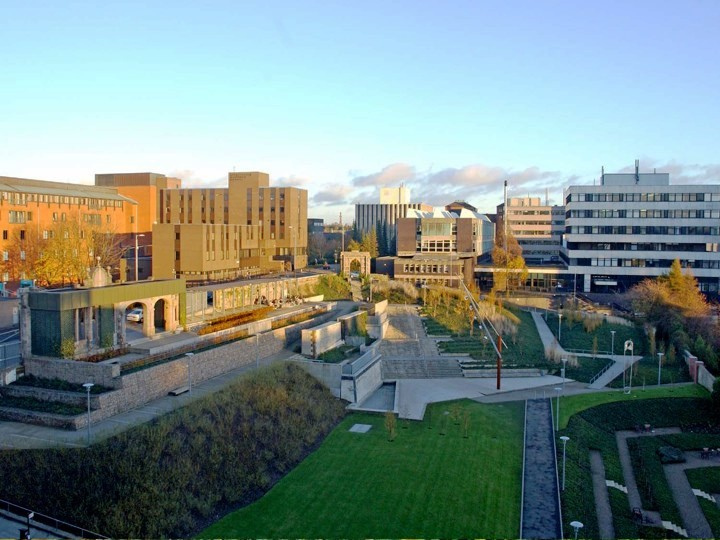
約翰安德森校區西部

斯特拉斯克萊德大學（英語：University of Strathclyde），又譯為思克莱德大学或斯傑克萊大學，坐落于苏格兰第一大城市格拉斯哥，创立于1796年，是格拉斯哥第二所大學。它最初源自创立于1796年的安德森学院 （Anderson's Institution），1964成為英國第一所理工大學。其名稱是爲了紀念斯特拉斯克萊德王國。
該校是全英最早開設行銷專業的院校，也是唯一將行銷作為一門獨立學科用來研究的英國高等院校。享譽國際的斯特拉思克萊德商學院（SBS）是歐洲最大的商學院之一，也同時通過歐洲質量認證體系（EQUIS），英國工商管理碩士協會（AACSA）和國際高等商學院協會（AACSB）“三重認證”的商學院。
2008年泰晤士報高等教育排名與“金融時報”均為斯特拉斯克萊德商學院（SBS）列為全球TOP30的頂尖商學院。
在2009年的英國高等教育教學質量評估中，斯特拉斯克萊德大學獲得了92分，達到了“優秀”和“高滿意度”的水平。
在2017年《完全大學指南會計與金融專業入學標準中，斯特拉斯克萊德大學的平均UCAS分數高達513分，位列全英第一。
現在是按學生人數排列的苏格兰第三大大學，學生來自100多個不同的國家。英国排名30名左右，长于工程和商学，斯特拉斯克莱德大学在2017年全球经济学家MBA排名中排名第72位。

## 歷史
最初源自創立於1796年的安德森學院（Anderson's Institution），創始人是格拉斯哥大學自然歷史學教授約翰·安德森。安德森的遺囑中將自己大部份財產都捐獻出來以成立格拉斯哥的第二所大學, 教学理念为“学以致用”(useful learning)，专注于实践科目，旨在为了人类的利益和科学的进步，打造一个有用的学习场所("for the good of mankind and the improvement of science, a place of useful learning")。斯特拉斯克萊大學後來將中心校區命名為約翰·安德森校區（John Anderson Campus）以紀念他。
1828年，該機構改名為安德森大學（Anderson's University），但因為並沒有被法律認可，1887年“大學”的頭銜被撤銷。於是改名為格拉斯哥和西蘇格蘭技術學院（Glasgow and West of Scotland Technical College），1912年成為皇家技術學院（Royal Technical College），1956年成為皇家科學技術學院（Royal College of Science and Technology），专注于科学和工程教学和研究。本科生授予格拉斯哥大學學位或相對等的皇家科學技術學院學位。
在校長薩繆爾·柯南（国际上受尊敬的核物理学家以及闪烁计数器的发明者）的領帶下，皇家学院获得大学学位，并于1964年获得皇家憲章成為斯特拉斯克萊德大學，同時合併了蘇格蘭商學院（Scottish College of Commerce）。雖然羅賓斯報告在同一時期發佈，但該大學並不是這一報告的產物，決定將其升格為大學的決定出現在比此更早的60年代。1993年合併喬丹山教育學院（Jordanhill College of Education）。
该大学从1964年的大约4,000名全日制学生发展到2003年的2万多名学生，当时它庆祝了原皇家学院大楼奠基100周年。
2015年7月，女王陛下为斯特拉思克莱德大学技术与创新中心（TIC）揭幕。

## 校园

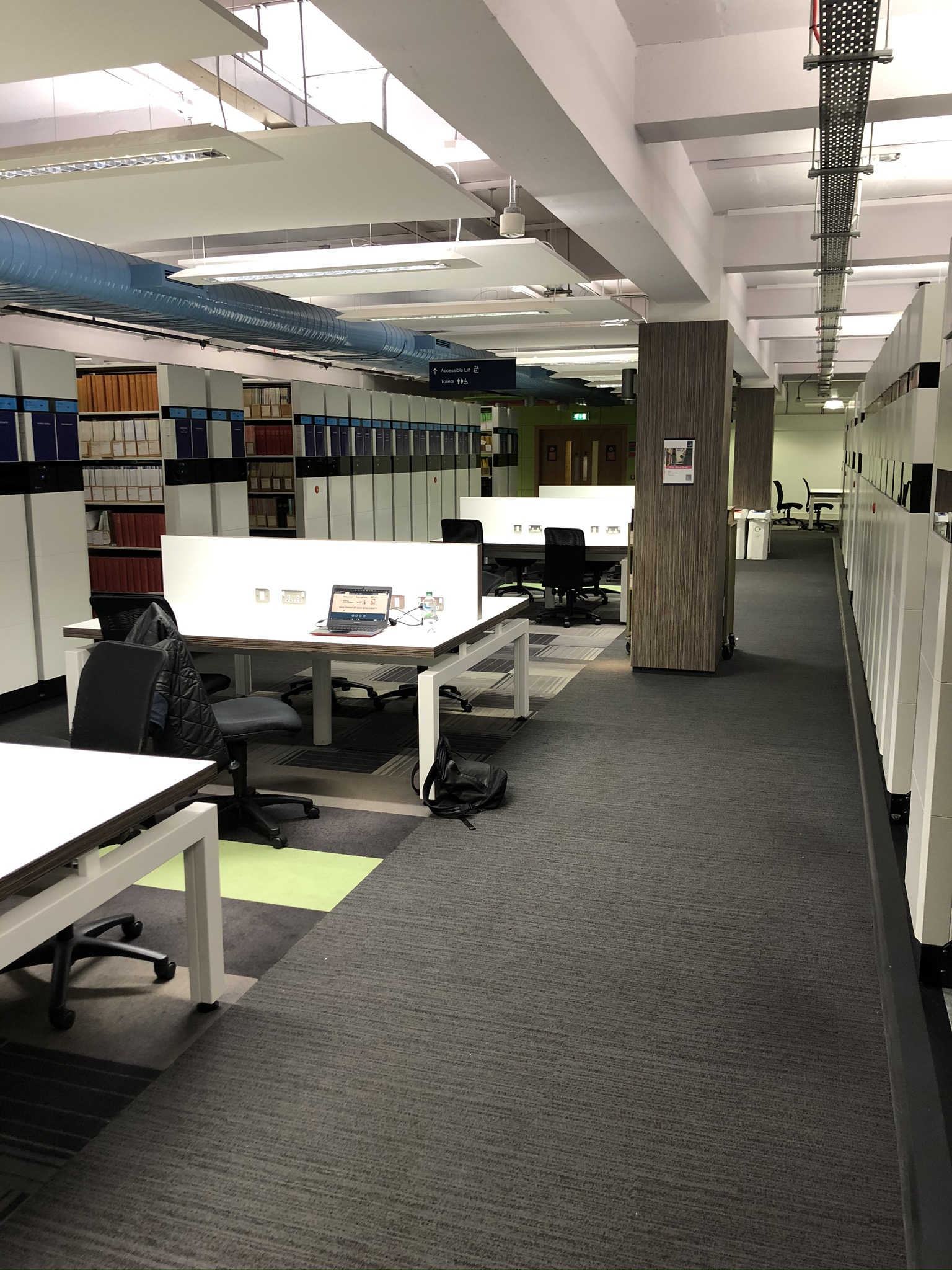
斯特拉斯克萊德大學的图书馆

自1993年接管乔丹希尔学院(Jordanhill college)以来，该大学经营了两个校区 - 约翰安德森校区和乔丹希尔校区，直到2012年乔丹希尔校园关闭，一切都搬到了约翰安德森校区。
中心建筑长期以来一直是辉煌宏伟的皇家学院大楼(Royal College Building)。 它始于1903年，1912年完工，于1910年部分开放，当时是欧洲最大的技术教育教育楼。 最初建于格拉斯哥和苏格兰西部技术学院大楼，现在拥有生物科学，化学，电子和电气工程各系。该建筑目前正在进行重大的内部改造，安装新的供暖系统，制药系和生物科学系暂时重新安置到John Arbuthnott（SIPBS）大楼。
利文斯通大厦(Livingstone Tower)是一座建于1965年的高层建筑。它是计算机和信息科学以及数学和统计学等系的所在地。
与此同时，2010年初开设了一座新的生物医学科学楼。它由Shepparrd Robson设计，旨在将研究所的多方面学科集中在一起。 这座占地8000平方米的建筑位于格拉斯哥的大教堂街，是高速公路通往大学校园和市中心的门户。
詹姆斯威尔大楼（James Weir Building）于2014年重建并重新开放，因为严重的火灾导致许多房间无法使用。
建筑大楼（Architecture Building）于1967年完工，由Frank Fielden and Associates设计，时任建筑学院建筑学教授。 2012年，苏格兰文物局认定该建筑为历史悠久的文物建筑（B级），与此同时由莫里斯和斯蒂德曼建筑师事务所设计的沃尔夫森大楼也被同样认定。 2012年，由于其文化意义和持久吸引力，20世纪学会将建筑大楼选为9月份的“月度建筑”。
斯特拉斯克莱德大学体育、健康和福利中心是一个正在建设中的休闲设施，毗邻大教堂街100号。 建设于2016年11月开始，斥资三千一百万英镑，历时近两年，将于2018年九月17号开放。

### 图书档案馆
安德森图书馆（Andersonian Library）是斯特拉斯克莱德大学的主要图书馆。 它成立于1796年，是苏格兰最大的图书馆之一。 它坐落在Curran大楼。 安德森图书馆目前分布在5个楼层，拥有超过2,000个阅读器位置，450个计算机位置和广泛的Wi-Fi区域供笔记本电脑使用。 它拥有大约一百万册的印刷本，可以访问超过540,000种电子书籍，239种数据库和超过38,000种电子期刊，并且可以从任何适当设置的计算机上全天候使用。

### 技术与创新中心
斯特拉思克莱德大学技术与创新中心是一个技术研究中心。 该中心的建设始于2012年3月，并于2015年3月完工。这座9层高的钢结构建筑可容纳来自众多领域的1200名工作人员，包括工程，研究和项目管理。 它包括办公室的开放式空间，三个演讲厅和专业实验室设备区域。
该项目从欧洲区域发展基金会获得了670万英镑的资金，另外还从苏格兰政府获得了2600万英镑的资金。 该大学本身还提供了另外5700万英镑，用于达到创建该中心所需的8900万英镑预算。
除技术与创新中心外，还有一个5000平方米的工业事务大楼，毗邻TIC大楼。
技术与创新中心开展的研究领域包括：先进工程与制造，先进科学与技术，生物纳米技术，商业参与，持续制造与结晶（CMAC），能源，斯特拉斯克莱德健康技术，人类与社会方面 技术，光子学和传感器以及资产管理。
英国首个Fraunhofer研究子中心设立在该中心，Fraunhofer应用光子学中心和技术与创新中心在苏格兰的国际技术和可再生能源区（ITREZ）中发挥着重要作用。

## 學術

### 科系
該大學共有四個學院，分別是：
- 工學院（Faculty of Engineering）
- 理學院（Faculty of Science）
- 人文與社會科學學院（Faculty of Humanities & Social Sciences）
- 斯特拉斯克萊德商學院（Strathclyde Business School）

### 排名
該大學的學術研究水平在2008年的科研評估中排在全國前50位，其中在製藥學排第8位、商科排第12位、化學排第12位、法學排第13位。其有65%的研究都達到了國際優秀及以上。
經濟學人MBA的2017年全球排名為第72名，金融碩士（Masters in Finance）世界排名為第33名。國際排名在250名左右，其UCAS要求分排在全英第15高。

### 杰出学者及校友[20]
- 约翰·罗杰·贝尔德（John Logie Baird） 工程师及发明家，电动机械电视和彩色电视系统的发明人
- 亨利·福尔兹（Henry Faulds） 苏格兰医生，传教士和科学家，以指纹识别的发展着称
- 戴维·利文斯通（David Livingstone） 英国探险家、传教士，维多利亚瀑布和马拉维湖的发现者，非洲探险的最伟大人物之一
- 托马斯·格雷姆（Thomas Graham） 苏格兰化学家，提出了格雷姆定律
- 格兰特·哈迪（英語：Grant Hardie）：苏格兰男子冰壶运动员，2022年冬季奧林匹克運動會冰壶男子团体银牌得主（三垒）。